# ردا ربعی

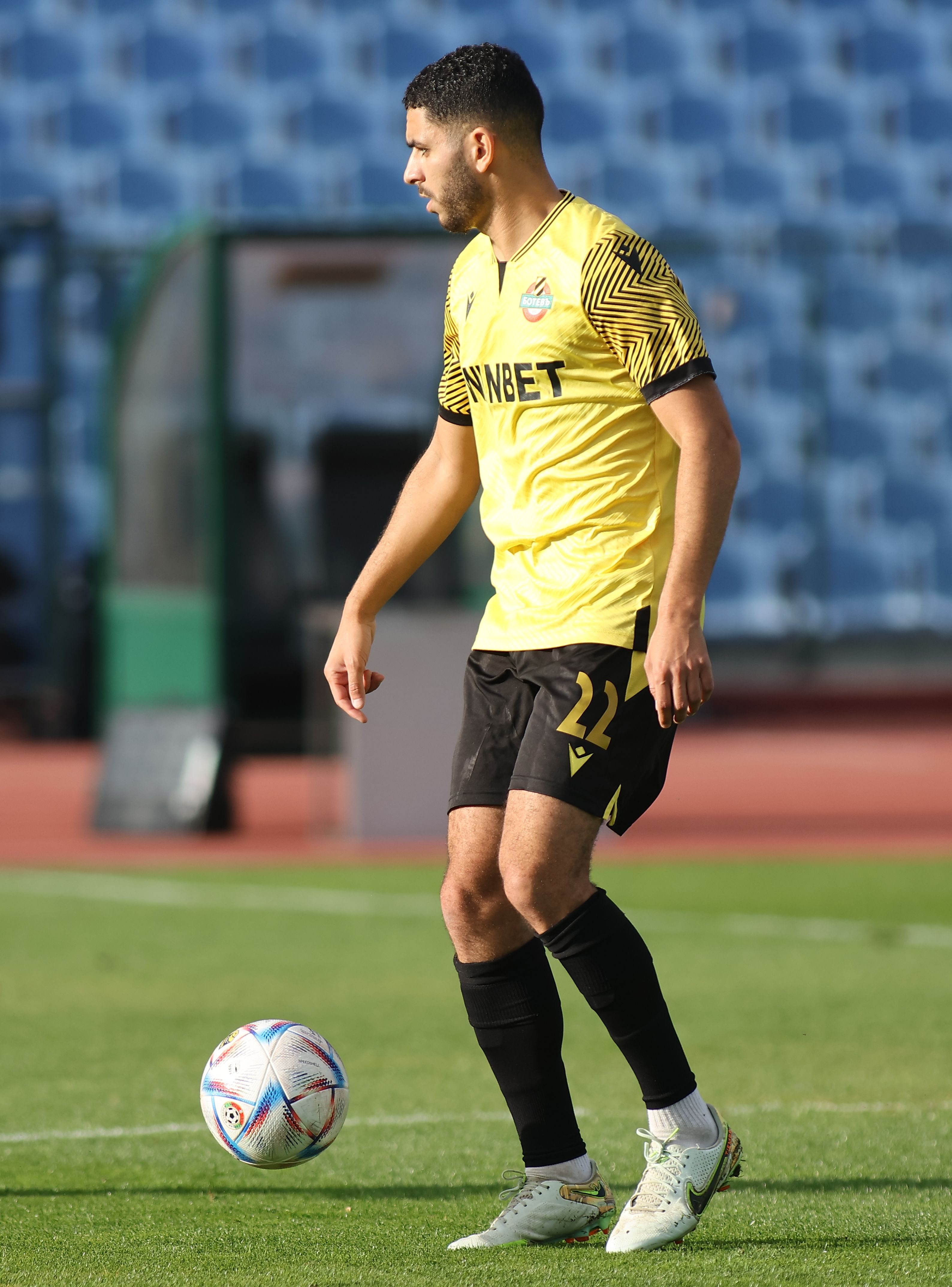
ردا ربعی در سال ۲۰۲۲

ردا ربعی (انگلیسی: Réda Rabeï؛ زادهٔ ۱۲ ژوئیهٔ ۱۹۹۴) بازیکن فوتبال اهل فرانسه است.
از باشگاه‌هایی که در آن بازی کرده‌است می‌توان به باشگاه ورزشی آمیان اشاره کرد.
وی همچنین در تیم ملی فوتبال France Futsal بازی کرده‌است.